# Alexandre Revcolevschi
Profesor Dr. Alexandre Revcolevschi (n. 22 iulie 1940, București) este un chimist francez , membru de onoare al Academiei Române (din 1993), căruia în 1996 i s-a conferit titlul de Doctor Honoris Causa al Universității București.
Și-a făcut studiile liceale la Paris și a continuat, tot la Paris, la Școala Națională de Chimie, pe care a absolvit-o în 1963. A urmat doctoratul luat în 1969. În perioada 1970-1972 a activat în SUA, la Massachusetts Institute of Technology, în cadrul unui stagiu postdoctoral.
În 1976 a devenit profesor  la Universitatea Paris XI, iar din 1977 a fost numit director al Laboratorului de Chimie a Solidelor. Ulterior, acest laborator s-a transformat în Laboratorul de Termodinamica și Fizico-Chimia Materialelor.
Alexandre Revcolevschi este cunoscut ca autorul unei noi metode noi de tratament termic al solidelor la temperaturile cele mai înalte. De asemenea, este inițiatorul unei noi direcții în cercetarea dezintegrării monocristalelor, până la structuri amorfe sau total dezorganizate, realizând sisteme binare pe bază de zirconiu.
A efectuat cercetări în domeniul sistemelor metalo-ceramice, rezultatele fiind aplicate atât în industria aerospațială cât și în domeniul oxizilor superconductori.
La inițiativa sa a fost creată o școala de cercetări interdisciplinare, la care au participat, sub conducerea sa, mari cercetători din Franța, Germania, S.U.A și Japonia.
A publicat peste 500 de lucrări în prestigioase reviste de specialitate ( Phys.Rev. Letters, Phys.Rev B, Nature, J. Phys. Cond. Matter, J. Cryst. Growth....)